# تاهیتی
تاهیتی (به فرانسوی: Tahiti) بزرگ‌ترین جزیره در گروه جزایر بادگیر از مجمع‌الجزایر انجمن (سوسایتی) در پلی‌نزی فرانسه است. این جزیره در بخش مرکزی اقیانوس آرام واقع شده است و نزدیکترین خشکی بزرگ به آن استرالیا است. تاهیتی به دو بخش تاهیتی نوی (بزرگتر، در شمال غربی) و تاهیتی ایتی (کوچکتر، در جنوب شرقی) تقسیم می‌شود. این جزیره از فعالیت‌های آتشفشانی تشکیل شده، مرتفع و کوهستانی است و صخره‌های مرجانی آن را احاطه کرده‌اند. جمعیت تاهیتی در سال ۲۰۱۷ برابر با ۱۸۹٬۵۱۷ نفر بود که آن را به پرجمعیت‌ترین جزیره در پلی‌نزی فرانسه تبدیل می‌کند و ۶۸٫۷ درصد از کل جمعیت این منطقه را شامل می‌شود. سرشماری سال ۲۰۲۲ جمعیت ۱۹۱٬۷۷۹ نفر را ثبت کرد.
تاهیتی مرکز اقتصادی، فرهنگی و سیاسی پلی‌نزی فرانسه است. پایتخت پلی‌نزی فرانسه، پاپِه ته، در کرانه شمال غربی تاهیتی واقع شده است. تنها فرودگاه بین‌المللی در این منطقه، فرودگاه بین‌المللی فاآ، در تاهیتی و نزدیک به پاپت قرار دارد.
تاهیتی بین سال‌های ۳۰۰ تا ۸۰۰ میلادی توسط پلی‌نزیایی‌ها مسکونی شد. آن‌ها حدود ۷۰ درصد از جمعیت جزیره را تشکیل می‌دهند و بقیه شامل اروپایی‌ها، چینی‌ها و افراد با نژاد مختلط هستند.
این جزیره تا سال ۱۸۸۰ که توسط فرانسه ضمیمه خاک این کشور شد، بخشی از پادشاهی تاهیتی بود. در آن زمان تاهیتی به عنوان مستعمره فرانسه اعلام شد و ساکنان آن به شهروندان فرانسوی تبدیل شدند. زبان فرانسه تنها زبان رسمی این جزیره است گرچه زبان تاهیتیایی نیز رواج گسترده‌ای دارد.

## جغرافیا

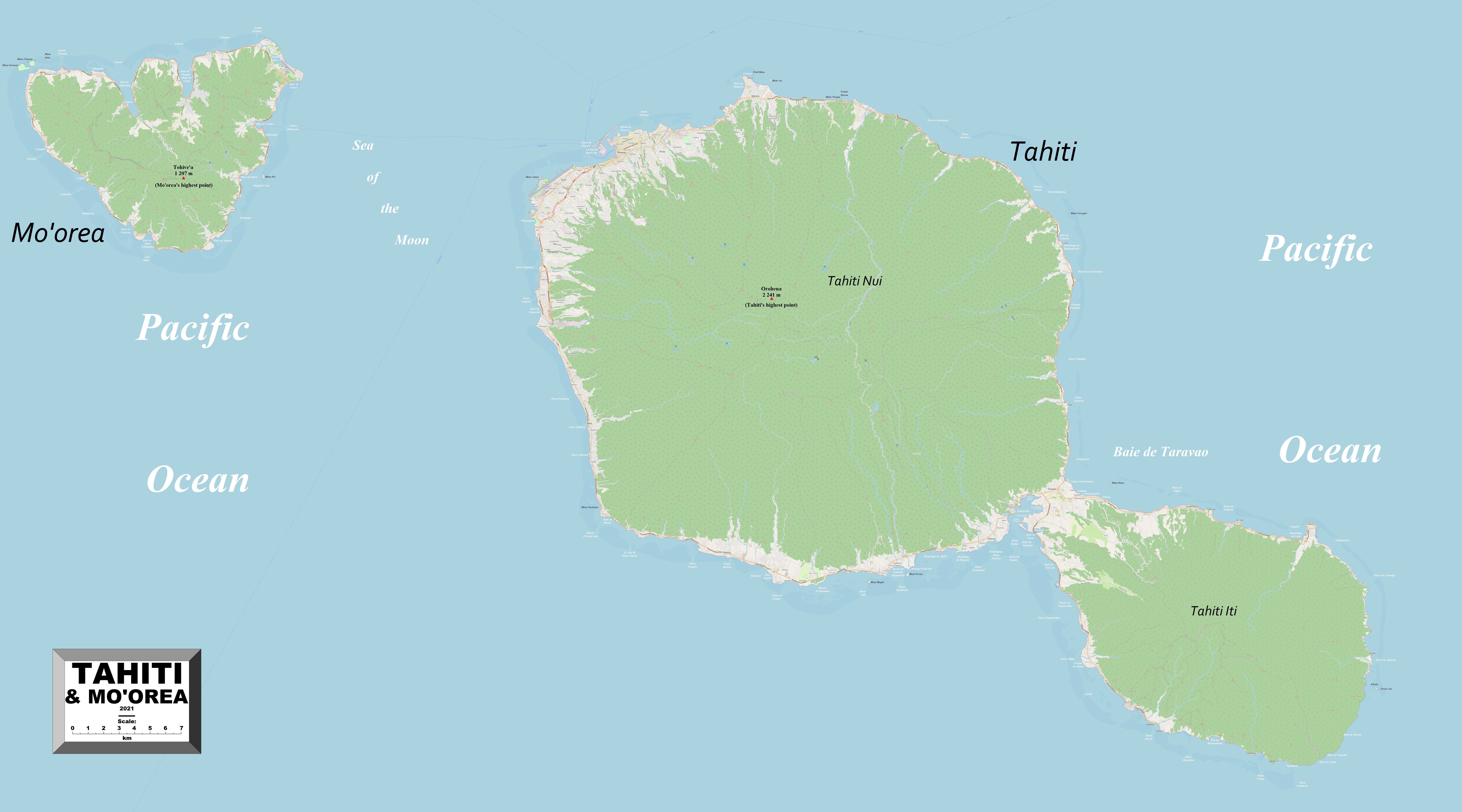
جزیره تاهیتی و جزیره موئورئا.

تاهیتی بزرگ‌ترین و مرتفع‌ترین جزیره در پلی‌نزی فرانسه است و در نزدیکی جزیره موئورئا قرار دارد. این جزیره ۴۴۰۰ کیلومتر در جنوب هاوایی، ۷۹۰۰ کیلومتر از شیلی و ۵۷۰۰ کیلومتر از استرالیا واقع شده است.
مساحت تاهیتی ۱٬۶۷۸۹ کیلومتر مربع است. این جزیره در عریض‌ترین نقطه خود ۴۵ کیلومتر وسعت دارد و مساحتی برابر با ۱۰۴۵ کیلومتر مربع را پوشش می‌دهد. بلندترین قله آن کوه اوروهنا، 
(به تاهیتیایی: Mouʻa ʻOrohena) با ۲٬۲۴۱ متر ارتفاع است. در جنوب شرقی جزیره نیز کوه روونوئی یا کوه رونوی (موئا رونوی) وجود دارد که ۱۳۳۲ متر ارتفاع دارد. این جزیره از دو قسمت تقریباً گرد تشکیل شده است که روی کوه‌های آتشفشانی متمرکز شده‌اند و توسط یک باریکه خشکی به نام تاراوائو به هم متصل می‌شوند.
بخش شمال غربی به عنوان تاهیتی نویی ("تاهیتی بزرگ") شناخته می‌شود، در حالی که بخش جنوب شرقی بسیار کوچکتر با نام تاهیتی ایتی ("تاهیتی کوچک") یا تایاراپو شناخته می‌شود. تاهیتی نویی دارای جمعیت زیادی در امتداد ساحل است، به ویژه در اطراف پایتخت، پاپت.
اراضی داخلی تاهیتی نویی تقریباً خالی از سکنه است. تاهیتی ایتی نیز دور از جمعیت مانده است چراکه نیمه جنوب شرقی آن (Te Pari) فقط برای کسانی که با قایق یا پیاده‌روی سفر می‌کنند قابل دسترسی است. بقیه جزیره توسط جاده اصلی احاطه شده است که بین کوه‌ها و دریا امتداد دارد. چشم‌انداز تاهیتی دارای جنگل‌های بارانی سرسبز و رودخانه‌ها و آبشارهای پرشمار، از جمله رودخانه پاپنوئو در سمت شمال و آبشار فاوتائوا در نزدیکی پاپِه ته است.

## زمین‌شناسی

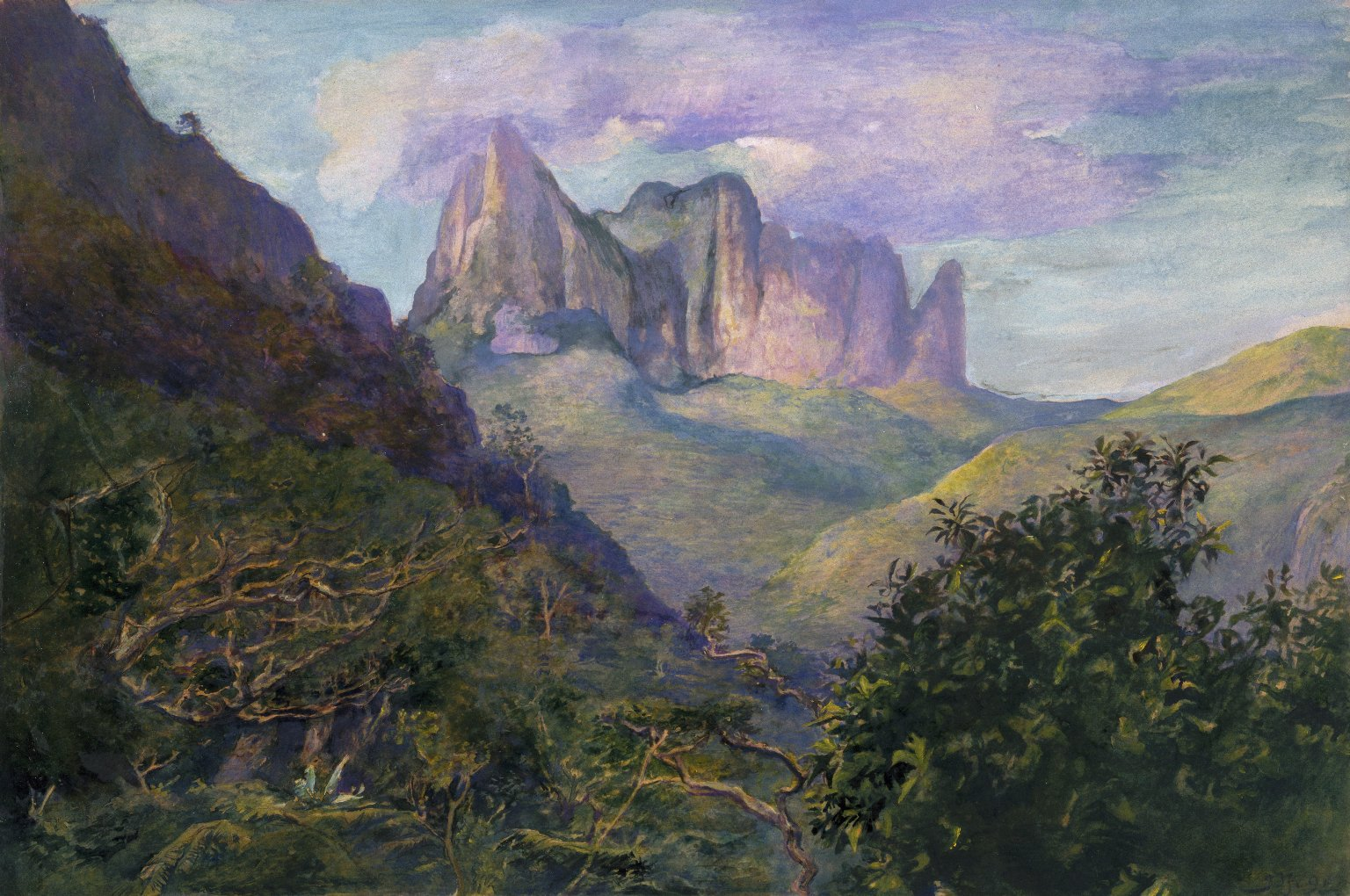
کوه دیهیم در غروب. جان لافارژ، حدود سال ۱۸۹۱، موزه بروکلین.

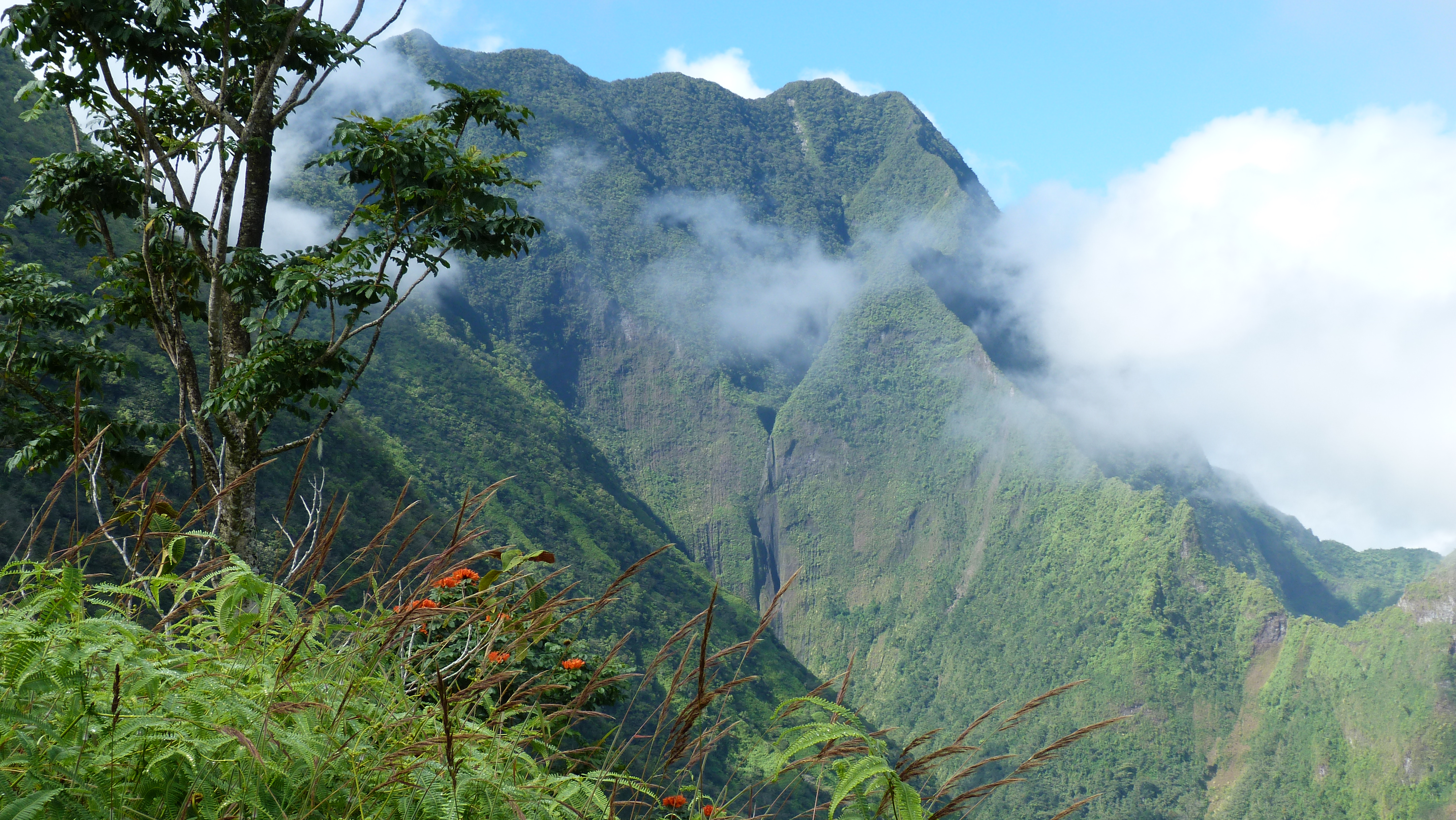
کوه آئورای در بخش شمال باختری تاهیتی.

مجمع‌الجزایر انجمن یک زنجیره آتشفشانی با منشأ تفتگاهی است که شامل ۱۰ جزیره و آبسنگ حَلقَوی (خوست) می‌شود. این زنجیره در راستای شمال غربی (N. 65° W) و موازی با حرکت صفحه اقیانوس آرام امتداد دارد. با توجه به حرکت این صفحه بر روی نقطه داغ (تفتگاه) انجمن، سن جزایر از ۵ میلیون سال پیش در جزیره مائوپیتی تا صفر میلیون سال پیش در مِه هِه تی ئا کاهش می‌یابد. مِه هِه تی ئا فعلاً موقعیت حدس زده شده برای این نقطه داغ است و شواهدی مثل فعالیت‌های لرزه‌ای اخیر آن را تأیید می‌کنند.
مائوپیتی، کهن‌سال‌ترین جزیره در این زنجیره، یک آتشفشان سپری با فرسایش زیاد است که حداقل ۱۲ لایه نازک از گدازه دارد. این لایه‌ها به‌طور نسبتاً سریعی بین ۴٫۷۹ تا ۴٫۰۵ میلیون سال پیش روی‌هم انباشته شده‌اند. بورا بورا یکی دیگر از آتشفشان‌های سپری به شدت فرسایش یافته است که از گدازه‌های بازالت بین ۳٫۸۳ تا ۳٫۱ میلیون سال پیش تشکیل شده است. این لایه‌های گدازه‌ای توسط آذرین‌تیغه‌های پساسپری قطع شده‌اند.
تاهائا از بازالت‌های مرحله‌سپری با قدمت ۳٫۳۹ میلیون ساله ایجاد شده که بعد از ۱٫۲ میلیون سال، فوران‌های اضافی را نیز تجربه کرده است. رایاتئا هم شامل بازالت‌های مرحله‌سپری و پس از آن جریان‌های گدازه‌ای زبره‌سنگی است که همگی بین ۲٫۷۵ تا ۲٫۲۹ میلیون سال پیش شکل گرفته‌اند.
هواهین از دو آتشفشان سپری بازالتی به هم پیوسته، یعنی هواهین نویی و هواهین ایتی، با چندین جریان گدازه تشکیل می‌شود. بعد از این جریان‌ها، گنبدهای گدازه‌ای (از نوع زبره‌سنگ صدفی) بین ۳٫۰۸ تا ۲٫۰۶ میلیون سال پیش، مرحله پساسپری این آتشفشان را رقم زده‌اند.
موئورئا حداقل از ۱۶ جریان گدازهٔ بازالتی سپری و گدازه‌های دوره پساسپری تشکیل می‌شود که از ۲٫۱۵ تا ۱٫۳۶ میلیون سال قدمت دارند. تاهیتی متشکل از دو آتشفشان سپری بازالتی به نام‌های تاهیتی نویی و تاهیتی ایتی است که بازهٔ سنی آن‌ها از ۱٫۶۷ تا ۰٫۲۵ میلیون سال تفاوت دارد.

## آب و هوا
نوامبر تا آوریل فصل مرطوب است، مرطوب‌ترین ماه آن ژانویه با ۳۴۰ میلی‌متر (۱۳ اینچ) باران در پاپت است. ماه اوت با ۴۸ میلی‌متر (۱٫۹ اینچ) خشک‌ترین است. میانگین دما بین ۲۱ تا ۳۱ درجه سانتیگراد (۷۰ و ۸۸ درجه فارنهایت) با تغییرات فصلی کمی متغیر است. کمترین و بالاترین دمای ثبت شده در
پاپِه ته به ترتیب ۱۶ و ۳۴ درجه سانتی‌گراد (۶۱ و ۹۳ درجه فارنهایت) است.
| داده‌های اقلیم تاهیتی، سنجش‌های ۱۹۹۰ تا ۱۹۶۱ | داده‌های اقلیم تاهیتی، سنجش‌های ۱۹۹۰ تا ۱۹۶۱ | داده‌های اقلیم تاهیتی، سنجش‌های ۱۹۹۰ تا ۱۹۶۱ | داده‌های اقلیم تاهیتی، سنجش‌های ۱۹۹۰ تا ۱۹۶۱ | داده‌های اقلیم تاهیتی، سنجش‌های ۱۹۹۰ تا ۱۹۶۱ | داده‌های اقلیم تاهیتی، سنجش‌های ۱۹۹۰ تا ۱۹۶۱ | داده‌های اقلیم تاهیتی، سنجش‌های ۱۹۹۰ تا ۱۹۶۱ | داده‌های اقلیم تاهیتی، سنجش‌های ۱۹۹۰ تا ۱۹۶۱ | داده‌های اقلیم تاهیتی، سنجش‌های ۱۹۹۰ تا ۱۹۶۱ | داده‌های اقلیم تاهیتی، سنجش‌های ۱۹۹۰ تا ۱۹۶۱ | داده‌های اقلیم تاهیتی، سنجش‌های ۱۹۹۰ تا ۱۹۶۱ | داده‌های اقلیم تاهیتی، سنجش‌های ۱۹۹۰ تا ۱۹۶۱ | داده‌های اقلیم تاهیتی، سنجش‌های ۱۹۹۰ تا ۱۹۶۱ | داده‌های اقلیم تاهیتی، سنجش‌های ۱۹۹۰ تا ۱۹۶۱ |
| ماه                                        | ژانویه                                     | فوریه                                      | مارس                                       | آوریل                                      | مه                                         | ژوئن                                       | ژوئیه                                      | اوت                                        | سپتامبر                                    | اکتبر                                      | نوامبر                                     | دسامبر                                     | سال                                        |
| ------------------------------------------ | ------------------------------------------ | ------------------------------------------ | ------------------------------------------ | ------------------------------------------ | ------------------------------------------ | ------------------------------------------ | ------------------------------------------ | ------------------------------------------ | ------------------------------------------ | ------------------------------------------ | ------------------------------------------ | ------------------------------------------ | ------------------------------------------ |
| میانگین بیش‌ترین °C (°F)                    | ۳۰٫۳ (۸۷)                                  | ۳۰٫۵ (۸۷)                                  | ۳۰٫۸ (۸۷)                                  | ۳۰٫۶ (۸۷)                                  | ۲۹٫۹ (۸۶)                                  | ۲۸٫۹ (۸۴)                                  | ۲۸٫۳ (۸۳)                                  | ۲۸٫۲ (۸۳)                                  | ۲۸٫۶ (۸۳)                                  | ۲۹٫۱ (۸۴)                                  | ۲۹٫۵ (۸۵)                                  | ۲۹٫۸ (۸۶)                                  | ۲۹٫۵۴ (۸۵٫۲)                               |
| میانگین روزانه °C (°F)                     | ۲۶٫۸ (۸۰)                                  | ۲۷٫۰ (۸۱)                                  | ۲۷٫۲ (۸۱)                                  | ۲۶٫۹ (۸۰)                                  | ۲۶٫۲ (۷۹)                                  | ۲۵٫۱ (۷۷)                                  | ۲۴٫۴ (۷۶)                                  | ۲۴٫۳ (۷۶)                                  | ۲۴٫۸ (۷۷)                                  | ۲۵٫۵ (۷۸)                                  | ۲۶٫۱ (۷۹)                                  | ۲۶٫۴ (۸۰)                                  | ۲۵٫۸۹ (۷۸٫۷)                               |
| میانگین کم‌ترین °C (°F)                     | ۲۳٫۴ (۷۴)                                  | ۲۳٫۵ (۷۴)                                  | ۲۳٫۵ (۷۴)                                  | ۲۳٫۳ (۷۴)                                  | ۲۲٫۵ (۷۳)                                  | ۲۱٫۲ (۷۰)                                  | ۲۰٫۸ (۶۹)                                  | ۲۰٫۵ (۶۹)                                  | ۲۱٫۰ (۷۰)                                  | ۲۱٫۹ (۷۱)                                  | ۲۲٫۶ (۷۳)                                  | ۲۳٫۱ (۷۴)                                  | ۲۲٫۲۸ (۷۲٫۱)                               |
| بارندگی میلی‌متر (اینچ)                     | ۳۱۵٫۲ (۱۲٫۴۱)                              | ۲۳۳٫۰ (۹٫۱۷)                               | ۱۹۵٫۳ (۷٫۶۹)                               | ۱۴۰٫۸ (۵٫۵۴)                               | ۹۲٫۰ (۳٫۶۲)                                | ۶۰٫۲ (۲٫۳۷)                                | ۶۰٫۵ (۲٫۳۸)                                | ۴۸٫۰ (۱٫۸۹)                                | ۴۶٫۳ (۱٫۸۲)                                | ۹۰٫۸ (۳٫۵۷)                                | ۱۶۲٫۱ (۶٫۳۸)                               | ۳۱۷٫۰ (۱۲٫۴۸)                              | ۱٬۷۶۱٫۲ (۶۹٫۳۲)                            |
| منبع: World Meteorological Organization    |                                            |                                            |                                            |                                            |                                            |                                            |                                            |                                            |                                            |                                            |                                            |                                            |                                            |

## تاریخ تاهیتی

### تاریخچه زمین‌شناسی
حدود ۱٫۴ میلیون تا ۸۷۰ هزار سال پیش، جزیره تاهیتی به عنوان یک آتشفشان سپری شکل گرفت.

### اولین ساکنان تاهیتی
نخستین آدمیان ساکن این جزیره پولینزیایی‌ها هستند که بین سال‌های ۲۱۶ تا ۷۵۹ میلادی از فیجی، ساموآ یا تونگا به آن وارد شدند. شواهد زبانی، زیست‌شناختی و باستان‌شناختی همگی نشان دهندهٔ یک مهاجرت طولانی از جنوب شرقی آسیا از طریق مجمع‌الجزایر فیجی، ساموآ و تونگا با استفاده از قایق‌های کانوی بازویی (ویژه اقیانوس آرام) است. این قایق‌ها تا بیست یا سی متر طول داشتند و می‌توانستند خانواده‌ها و همچنین حیوانات اهلی را نیز حمل کنند.

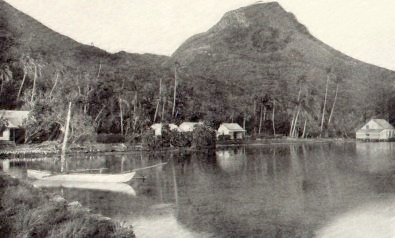
نمایی از کوه رائیاتِئا. مومیایی‌های فرمانروایان تاهیتی قبلاً در این کوه که مقدس به‌شمار می‌آید، قرار داده می‌شدند.

## تمدن پیش از ورود اروپایی‌ها
پیش از ورود اروپایی‌ها، این جزیره به قلمروهایی تقسیم شده بود که هر کدام تحت سلطه یک قبیله واحد بودند. مهم‌ترین قبایل، Teva i Uta (توای داخله جزیره) و Teva i Tai (قبیله دریایی) بودند که با یکدیگر ارتباط نزدیکی داشتند و قلمرو مشترک آنها از شبه جزیره واقع در جنوب تاهیتی نویی امتداد می‌یافت.

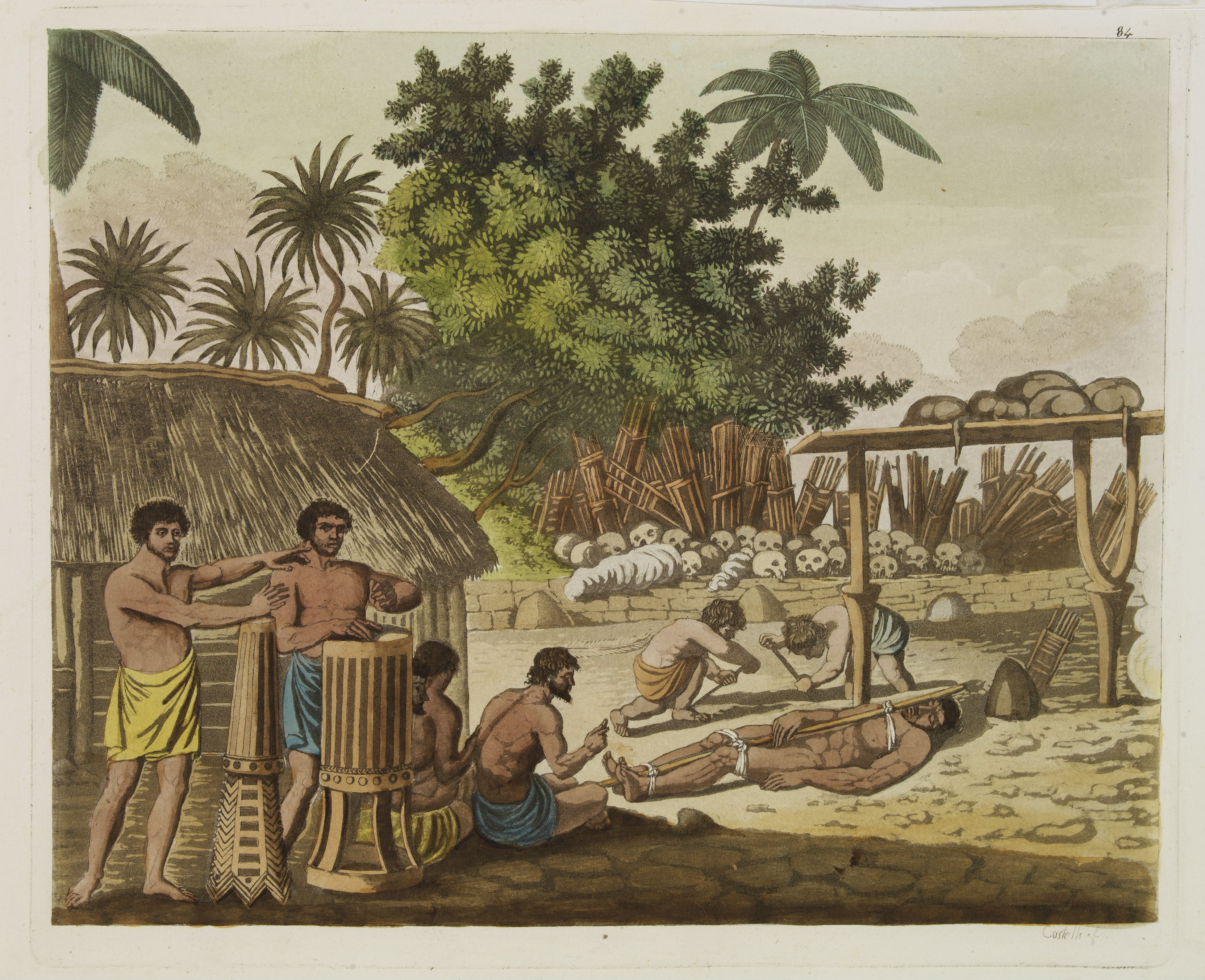
یک نقاشی از ۱۸۳۷: قربانی‌کردن انسان در تاهیتی، بر اساس روایت کاپیتان کوک، حدود ۱۷۷۳.

رهبری قبیله از یک رئیس بزرگ (ariʻi rahi)، اشراف (ariʻi) و زیردستان رئیس ('Īatoʻai) تشکیل می‌شد. اشراف همچنین رهبران مذهبی بودند و به دلیل نیروی معنوی (مانا) که به عنوان نوادگان خدایان به ارث برده بودند، مورد احترام قرار داشتند. آنها به عنوان نماد قدرت خود، کمربندهایی از پرهای قرمز می‌پوشیدند. با این وجود، برای اعمال قدرت سیاسی، شوراها یا مجامع عمومی متشکل از اشراف و زیردستان رئیس باید تشکیل می‌شد، به ویژه در مواقع جنگ.
قدرت معنوی رئیس هم محدود بود؛ هر قبیله آیین‌های مذهبی مخصوص خود را داشت که حول محور مارائه و کاهنان آن سازماندهی می‌شد.

## ورود اروپاییان

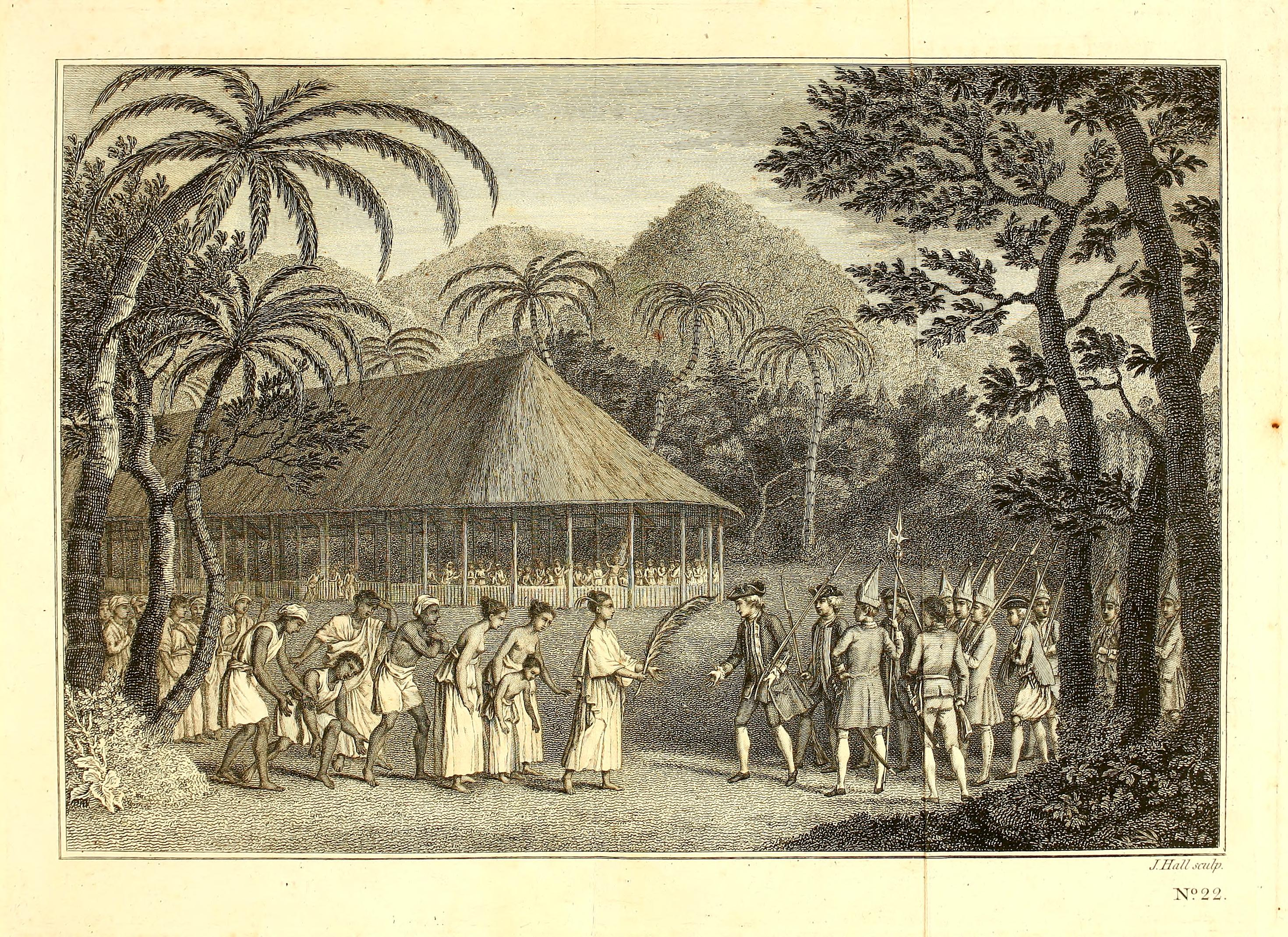
ملافات بین والیس و اوبریا

اولین اروپایی که به تاهیتی رسید، شاید خوان فرناندس کاوشگر اسپانیایی در سفر اکتشافی اش در طی سالهای ۱۵۷۶ الی ۱۵۷۷ باشد. دریانورد پرتغالی، پدرو فرناندز د کیروش که به پادشاهی اسپانیا خدمت می‌کرد، در سفری به سرزمین ناشناخته جنوبی، شاید اولین اروپایی بود که تاهیتی را دیده باشد. وی در ۱۰ فوریه ۱۶۰۶ (۲۱ بهمن ۹۸۴ خورشیدی)، جزیره ای مسکونی را دید. با این حال، گفته شده است که او در واقع جزیره رکارکا در جنوب شرقی تاهیتی را دیده است. از این رو، اگرچه اسپانیایی‌ها و پرتغالی‌ها با جزایر مجاور تماس گرفتند، ممکن است به تاهیتی نرسیده باشند.
مرحله بعدی بازدید اروپایی‌ها از این منطقه، در دوره رقابت شدید انگلیس و فرانسه انجام شد که در فاصله دوازده ساله بین جنگ هفت‌ساله و جنگ استقلال آمریکا بود. یکی از این اولین دیدارها و شاید اولین دیدار اروپایی‌ها از تاهیتی، توسط کاپیتان ساموئل والیس بود. هنگام که وی با کشتی اچ‌ام‌اس دلفین سفری به دور کره زمین را هدایت می‌نمود. والیس و افرادش در ۲۱ ژوئن ۱۷۶۷(۳۱ خرداد ۱۱۴۶ خورشیدی) جزیره را دیدند. جزیره ای که والیس به افتخار پادشاه وقت بریتانیای کبیر آن را «جزیره شاه جرج سوم» نامید. سپس در خلیج ماتاوای بین قلمروی حاکمیت پیرائه-آرو (که توسط رئیس توو (Tu-nui-e-aʻa-i-te-Atua) و نایب الحکومه او توتاها اداره می‌شود) و حاکمیت هاآپاپه که توسط آموو و همسرش اوبریا (پورِآ) اداره می‌شد، اقامت گزیدند. اولین تماس‌ها دشوار بود. اما برای جلوگیری از جنگ همه‌جانبه پس از نمایش قدرت بریتانیا، اوبریا پیشنهادهای صلح را ارائه نمود. که منجر به روابط صمیمانه شد.
سال بعد، در ۶ آوریل ۱۷۶۸، لویی آنتوان دو بوگنویل فرانسوی با دو کشتی
بودوز و اِتوال به تاهیتی رسید و ۹ روز در آنجا ماند. او تاهیتی را با شور و شوق کیثیرای نو (فرانسوی: Nouvelle-Cythere‎)نامید. (کیثیرا (به یونانی: Κύθηρα)، جزیره‌ای در یونان باستان است که به عنوان زادگاه الهه عشق، آفرودیت، شناخته می‌شود.
جیمز کوک نقش مهمی در شناخته شدن تاهیتی در بین اروپاییان داشت. او در ۱۳ آوریل ۱۷۶۹ با کشتی خود اندور در خلیج ماتاوی، حدود ۱۰ کیلومتری شمال پاپت امروزی، لنگر انداخت. او مأموریت داشت تا عبور زهره از مقابل خورشید را رصد کند و برای این منظور یک رصدخانه موقت ساخت. امروزه فانوس دریایی پوینت ونوس در این مکان قرار دارد.
جوزف بنکس، گیاه‌شناس، با کوک سفر می‌کرد و در طول سه ماه اقامت آنها در تاهیتی، مطالعات گسترده‌ای در مورد گیاهان این جزیره انجام داد. یافته‌های او منجر به سفر باونتی در سال ۱۷۸۷ به تاهیتی شد. ویلیام بلی، دریادار بریتانیایی، هدایت این سفر را بر عهده داشت. هدف از این سفر، آوردن گیاهان نان از تاهیتی بود، زیرا بنکس معتقد بود که میوه‌های این گیاه می‌توانند به عنوان غذای ارزان برای برده‌های مزارع استفاده شوند.
در ۱۲ نوامبر ۱۷۷۲، ناو جنگی اسپانیایی ال آگیلا در خلیج تائوتیرا در تاهیتی ایتی لنگر انداخت. دومینگو د بوئنچیا، کاپیتان این ناو، مأموریت داشت تا تاهیتی را به نام اسپانیا ضمیمه خاک این کشور کند. او نام این جزیره را به ایسلا د آمات، به افتخار مانوئل د آمات ای د جونیِنت، فرماندار شیلی و نایب السلطنه پرو، تغییر داد. با این حال، این ضمیمه هیچ پیامد سیاسیی نداشت.
در ۱۷ اوت ۱۷۷۳، جیمز کوک دوباره به تاهیتی بازگشت. یوهان راینهولد فورستر و گئورگ فورستر، دو دانشمند آلمانی، او را همراهی می‌کردند. گزارش‌های کاشفان اولیه تا مدت‌ها (و تا حدی هنوز هم) دیدگاه اروپاییان را از اقیانوس آرام جنوبی
تاهیتی از سال ۱۸۸۰ مستعمرهٔ فرانسه شد و در ۱۹۴۶ بخشی از کشور فرانسه گردید و بومیان آن شهروندان قانونی فرانسه شدند.
روایت‌های رمانتیک از سفر به تاهیتی، به‌ویژه سفرنامه دور دنیا اثر لوئیس آنتوان دو بوگنویل و سفر دور دنیا اثر گئورگ فورستر که در سال ۱۷۷۷ منتشر شد، به نظر می‌رسد تصویر ایده‌آلیستی ژان-ژاک روسو از «انسان نجیب وحشی» را تأیید می‌کردند. اروپاییان معتقد بودند که این تصویر را در تاهیتی یافته‌اند.
فیلیبرت کامرسون، گیاه‌شناس سفر اکتشافی بوگنویل، از جامعه‌ای که در تاهیتی در صلح و صفا و در طبیعتی بهشتی زندگی می‌کرد، شگفت‌زده شده بود. او در نامه‌ای به دوست خود، ستاره‌شناس ژروم لالاند، تاهیتی را «اتوپیای واقعی» توصیف کرد. مکاتبات کامرسون در نوامبر ۱۷۶۹ در مجله مرکور دو فرانس منتشر شد.
در واکنش به این روایت‌های پرشور، رمان‌های متعددی در دوره رمانتیسم منتشر شد که به سرعت تصویر نادرست اما مطلوب «بهشت اقیانوس آرام جنوبی» را رواج داد. نیکلاس بریکره د لا دیکسمری، نویسنده فرانسوی، مانند بسیاری دیگر، بر جنبه‌های عاشقانه این جامعه آرمانی «وحشیان» تأکید کرد. او نوشت که این جزیره، که در آن طبیعت همه منابع را برای دسترسی آسان انسان فراهم می‌کند، «منحصراً به پرستش عشق اختصاص دارد.»
ژوزفین دو مونبار، نویسنده، در رمان نامه‌های تاهیتی خود در سال ۱۷۸۱، تاهیتی را «نمونه اولیه بهشت» (archétype paradisiaque) نامید و سبک زندگی «وحشیان» را به عنوان «راهی جدید برای کشف خوشبختی» معرفی کرد.
سومین سفر کوک به تاهیتی از اواسط آگوست تا سپتامبر ۱۷۷۷ به طول انجامید. او به دعوت یک رئیس قبیله در یک مراسم مذهبی در مارا (محل عبادت باستانی پولینزی) شرکت کرد که با قربانی انسان به پایان رسید.
کشتی‌های اروپایی به‌طور معمول به خلیج ماتاوی می‌رفتند. این خلیج که والیس آن را «خلیج سلطنتی» نامیده بود، به پادشاهی قبیله‌ای پاره تعلق داشت. آریکی یا پادشاه این قبیله پوماره یکم بود. اروپاییان او را به عنوان «پادشاه» کل جزیره می‌شناختند، در حالی که او فقط یکی از هشت پادشاه قبیله‌ای مستقل بود. از آنجایی که برای اروپاییان مفید بود که فقط با یک شخص طرف باشند، دودمان پوماره را در درگیری‌های قبیله‌ای خود حمایت نظامی می‌کردند. به این ترتیب، پوماره یکم توانست حدود سال ۱۷۸۰ کل جزیره را تحت سلطه خود درآورد. جنگ‌های فتح پوماره و بیماری‌هایی که توسط اروپاییان به جزیره آورده شده بود، منجر به کاهش شدید جمعیت شد. مبلغان مذهبی در سال ۱۸۰۴ تخمین زدند که جمعیت تاهیتی فقط به ۶۰۰۰ نفر رسیده است.
انجمن مبلغان لندن (ال.ام. اس) در سال ۱۷۹۶ تصمیم به تجهیز کشتی داف تحت فرماندهی ناخدا جیمز ویلسون برای فرستادن مبلغان مذهبی به تاهیتی، تونگا، جزایر مارکیز، هاوایی و پالائو کرد. ۳۰ مبلغ مذهبی، از جمله چهار روحانی، در این کشتی بودند. گزارشی که هشت سال بعد به دفتر مرکزی انجمن ارسال شد، موفقیت تمدن و مأموریت «بومیان» تاهیتی را بسیار کم توصیف کرد.
حدود سال ۱۸۰۰، صیادان نهنگ شروع به استفاده از تاهیتی به عنوان پایگاه در طول سفرهای چند ساله خود برای شکار نهنگ در اقیانوس آرام کردند. پاپته که در سال ۱۸۱۸ توسط مبلغ مذهبی ویلیام کروک تأسیس شد، به بندر اصلی تدارکات برای کشتی‌های صیادان نهنگ در جنوب شرقی اقیانوس آرام تبدیل شد. در سال ۱۸۰۱، نیروی دریایی سلطنتی بریتانیا بریگ پورپویز را از پورت جکسون به تاهیتی فرستاد تا گوشت خوک نمک‌سود برای مستعمره نیو ساوت ولز خریداری کند. این آغاز تجارت پرسود ۳۰ ساله گوشت نمک‌سود بین استرالیا و تاهیتی بود.
در همین حال، ملوانان فراری، صیادان نهنگ، بازرگانان و ماجراجویان، که به بیچ‌کامبر معروف بودند، در جزیره ساکن شده بودند و الکل و اسلحه به ساکنان می‌فروختند. جنگ‌های قبیله‌ای سنتی با این تجارت جدید کیفیت جدید و فاجعه‌بار پیدا کردند که منجر به کاهش بیشتر جمعیت شد.

## تاهیتی در دوران پادشاهی پوماره دوم و پوماره چهارم
پوماره دوم از سال ۱۸۰۳ جنگ‌ها را برای تثبیت قدرت خود ادامه داد، اما در سال ۱۸۰۸ شکست خورد و به موئورئا فرار کرد. در نتیجه، ایستگاه مبلغان مجبور به تعطیلی شد. در سال ۱۸۱۱ پوماره دوم به تاهیتی بازگشت - و مبلغان با او بازگشتند. او در سال ۱۸۱۲ تعمید یافت و در سال‌های بعد دیگر رهبران آریکی نیز به مسیحیت گرویدند. با این حال، مقاومت‌هایی در برابر معرفی مسیحیت وجود داشت. مخالفان پوماره دوم، پیروان دین باستانی، در اطراف اوپوهاارا، آریکی پاپارا، جمع شدند. در نوامبر ۱۸۱۵ نبرد فیپی رخ داد. جنگجویان پوماره از اروپاییان سلاح گرم دریافت کرده بودند و پیروز شدند. اوپوهاارا در ۱۲ نوامبر ۱۸۱۵ کشته شد. با این پیروزی، پوماره دوم حاکم بلامنازع کل جزیره شد.
در سال ۱۸۱۹، او کاتالوگ مجازات نوشته شده توسط مبلغان را معرفی کرد که برای تمام اعمال غیر مسیحی مجازات‌های سنگینی در نظر می‌گرفت. به عنوان مثال، برای «کفرگویی، بت‌پرستی و بازگشت به بت‌پرستی» مجازات اعدام و برای «زنا (یعنی روابط جنسی خارج از ازدواج)، انجام شده، پنهان شده یا از مبلغان پنهان شده» چندین سال کار اجباری در نظر گرفته می‌شد.
در واقع، مبلغان انجمن مبلغان لندن جزیره را اداره می‌کردند. مبلغ جورج پریچارد (۱۷۹۶–۱۸۸۳) به عنوان کنسول بریتانیا فعالیت می‌کرد.
پوماره دوم در سال ۱۸۲۱ درگذشت. پسرش تریتاریا، که هنوز در سنین کودکی بود، به عنوان پوماره سوم فقط شش سال حکومت کرد. به دلیل عدم وجود وارث تاج و تخت مرد، خواهر پوماره سوم از سال ۱۸۲۷ به عنوان ملکه پوماره واهینه چهارم حکومت کرد. او همکاری نزدیکی با مبلغان (ال.ام. اس) داشت.
در جزایر گامبیر، مبلغان کاتولیک فرانسه تحت نظم «پدران و راهبه‌های قلب مقدس پیکپوس» (به اختصار: پیکپوسیان) تأسیس شده بود. آنها مبلغان پروتستان در تاهیتی را با سوءظن و نگرانی رصد می‌کردند. در سال ۱۸۳۶، مبلغان فرانسوی لاوال و کاره برای تبلیغ دین کاتولیک به تاهیتی رسیدند. جورج پریچارد، کنسول فرانسه در تاهیتی، اخراج آنها را به دلیل عدم موفقیت آنها در ترویج کاتولیک، صادر کرد.
در سال ۱۸۳۹، ناو جنگی فرانسوی آرتمیس به پاپته رسید. فرمانده آن، کاپیتان لاپلاس، ملکه پوماره را با تهدید به آتش گشودن به شهر مجبور به امضای تعهدنامه‌ای کرد که به فرانسویان اجازه می‌داد تاهیتی را آزادانه و بدون مانع بازدید کنند و مذهب خود را تبلیغ کنند. پریچارد تلاش بی‌نتیجه‌ای برای جلب حمایت انجام داد و ملکه تسلیم شد.

### تاهیتی در دوران استعمار فرانسه
در ۱۵ نوامبر ۱۸۳۶، چارلز داروین در طول سفر دریایی خود به دور دنیا (۱۸۳۱ تا ۱۸۳۶) به تاهیتی رسید. کشتی بیگل در خلیج ماتاوای لنگر انداخت.
در ۱۰ سپتامبر ۱۸۳۹، چارلز ویلکس در سفر اکتشافی ایالات متحده به تاهیتی رسید. او رصدخانه‌های قابل حمل خود را به یاد جیمز کوک در پوانت ونوس برپا کرد. دانشمندان همراه او به ویژه مطالعات انسان‌شناسی، قوم‌شناسی و گیاه‌شناسی انجام دادند. ویلیام رینولدز، افسر اول، در خاطرات خود به نکته جالبی دربارهٔ رابطه مردم با مسیحیت اشاره می‌کند:
«تنها نشانه‌ای از دین که در بومیان مشاهده نمودم، رعایت ظواهر و ترس از مبلغان بود.»
در سال ۱۸۴۲، فرانسه دوباره مداخله کرد و آبل اوبر دوپتی-توآر، فرمانده فرانسوی، در ۹ سپتامبر ۱۸۴۲ حکومت موقت فرانسه را در تاهیتی اعلام کرد. او از غیبت موقت کنسول بریتانیا، پریچارد، به نفع خود استفاده کرد. کنسول فرانسه، مورنهوت، قبلاً چهار رئیس محلی را متقاعد کرده بود که درخواستی برای حمایت فرانسه از تاهیتی را امضا کنند.
در نوامبر ۱۸۴۳، این تحت‌الحممایه با توافقاتی بین دوپتی-توآر و ملکه پوماره چهارم تأیید شد و در سال ۱۸۴۴ توسط فرانسه به‌طور رسمی به رسمیت شناخته شد.
پسر او، پوماره پنجم، در ۲۹ ژوئن ۱۸۸۰ از تاج و تخت کناره‌گیری کرد. در نتیجه، کل مجمع الجزایر به فرانسه واگذار شد و در ۳۰ دسامبر همان سال به‌طور رسمی به مستعمره فرانسه تبدیل شد. جزایر جامعه به «تأسیسات فرانسوی اقیانوسیه» (EFO) تبدیل شدند، مستعمره‌ای از جمهوری فرانسه. پوماره پنجم آخرین پادشاه تاهیتی بود. او در سال ۱۸۹۱ بر اثر اعتیاد به الکل درگذشت.
در سپتامبر ۱۸۴۲، هرمان ملویل، نویسنده، به دلیل امتناع از خدمت ("شورش و امتناع از وظیفه") به همراه ده نفر دیگر از خدمه کشتی نهنگ‌بان استرالیایی لوسی آن در پاپته زندانی شد. اما او موفق به فرار از زندان به جزیره همسایه موئورئا شد. او بعداً این تجربیات را در رمان اومو به نگارش درآورد.
از سال ۱۸۹۱ تا ۱۸۹۳، پل گوگن، نقاش، در تاهیتی زندگی می‌کرد. در این دوره، او نقاشی‌های متعددی خلق کرد که تصویر «بهشت اقیانوس آرام جنوبی» را در اروپا تثبیت کرد. او در سال ۱۸۹۵ به تاهیتی بازگشت. اختلافاتی با دولت استعماری و مبلغان به وجود آمد و گوگن در سال ۱۹۰۱ مجبور به مهاجرت به آتونوا در جزیره هیوا اوآ شد و در سال ۱۹۰۳ در آنجا درگذشت.

## مردم
تاهیتی مرکز سیاسی، اقتصادی و فرهنگی پولینزی فرانسه است و جمعیت آن در سرشماری سال ۲۰۱۲ بالغ بر ۱۸۳٬۶۴۵ بود که آن را پرجمعیت‌ترین جزیرهٔ پولینزی فرانسه با ۶۸٫۶٪ کل جمعیت منطقه می‌سازد.
هم‌اکنون حدود ۷۰٪ جمعیت تاهیتی را تاهیتیایی‌ها تشکیل می‌دهند و بقیه اروپایی‌تبار، چینی‌تبار و چندنژادی هستند.

## نگارخانه

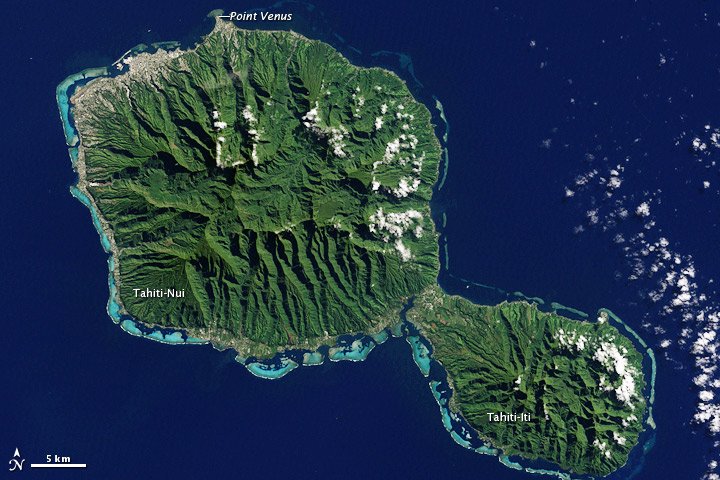
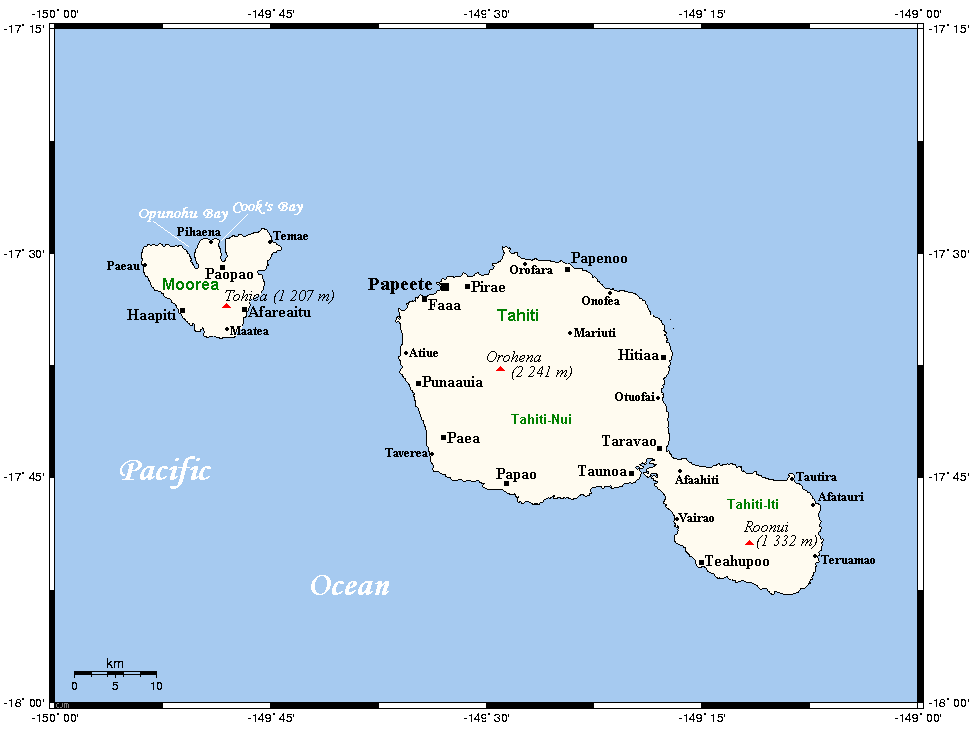
نقشه تاهیتی
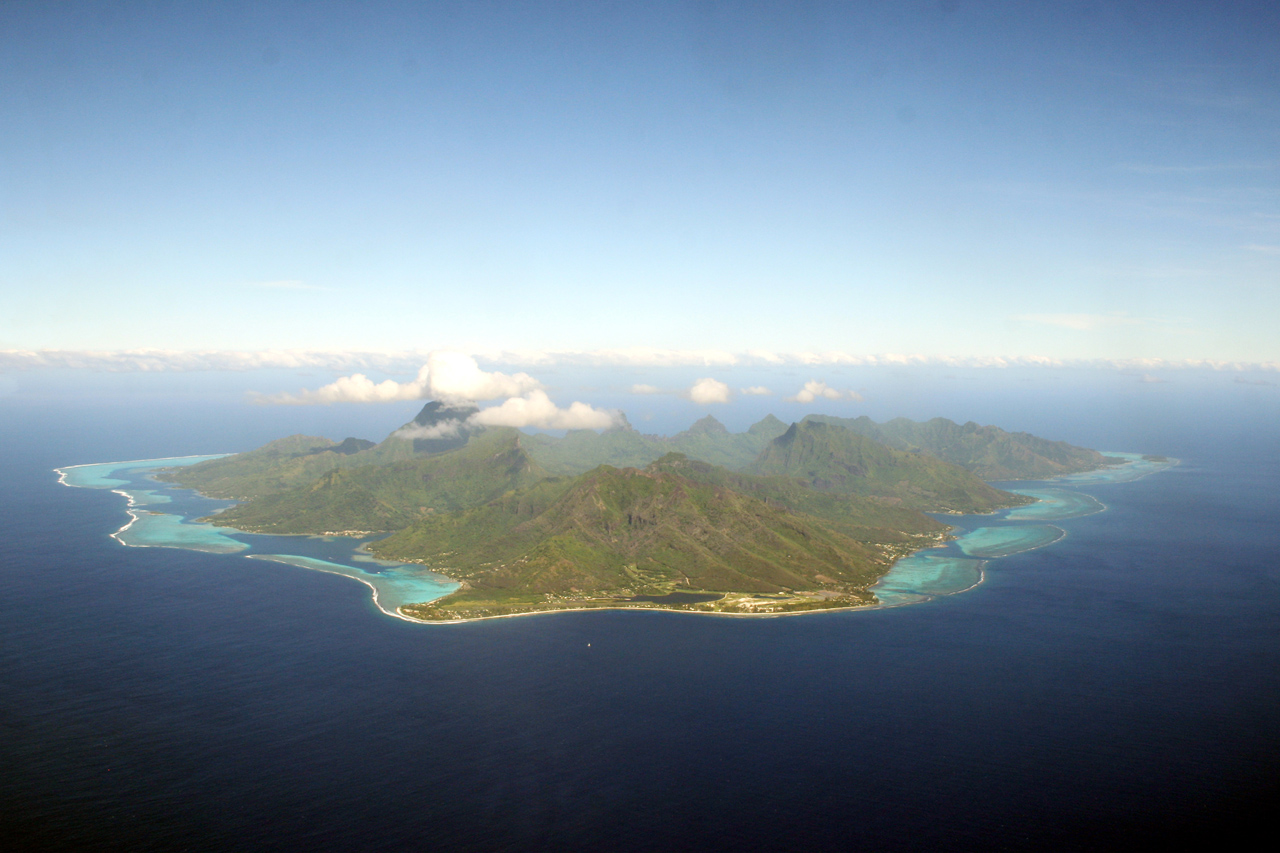
جزیره موئورئا، در ۱۷ کیلومتری شمال غربی تاهیتی

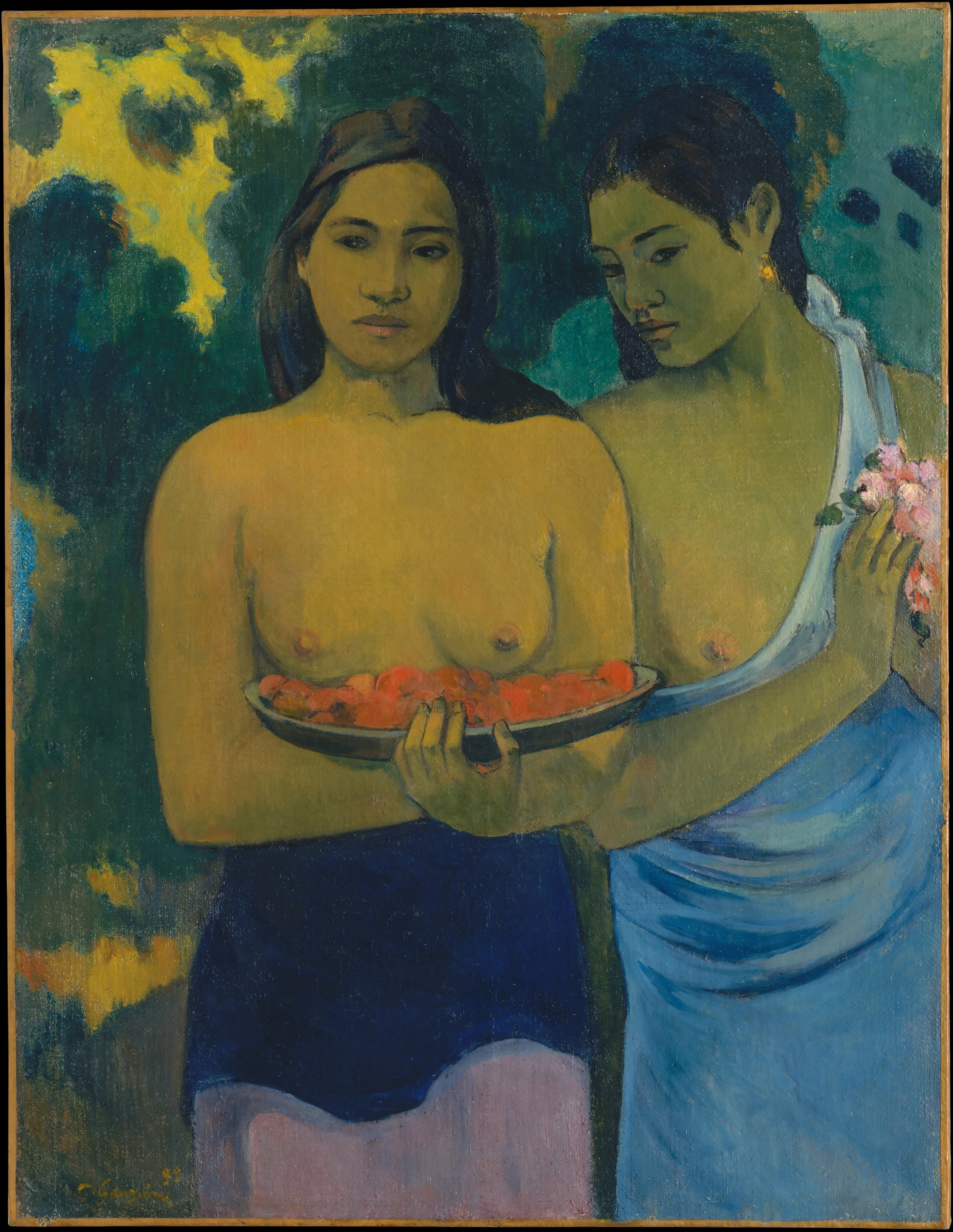
دو زن از تاهیتی، نام اثری از پل گوگن